# Sparer-Pauschbetrag
Der Sparer-Pauschbetrag ist ein Freibetrag im deutschen Einkommensteuergesetz, der Kapitaleinkünfte (z. B. Einnahmen aus Zinsen und Dividenden) bis zur Höhe von 1000 Euro im Rahmen der Einzelveranlagung bzw. 2000 Euro bei einer Zusammenveranlagung pro Jahr steuerfrei stellt.

## Definition
In § 20 Absatz 9 EStG ist geregelt: „Bei der Ermittlung der Einkünfte aus Kapitalvermögen ist als Werbungskosten ein Betrag von 1.000 Euro abzuziehen (Sparer-Pauschbetrag); der Abzug der tatsächlichen Werbungskosten ist ausgeschlossen. Ehegatten, die zusammen veranlagt werden, wird ein gemeinsamer Sparer-Pauschbetrag von 2.000 Euro gewährt. Der gemeinsame Sparer-Pauschbetrag ist bei der Einkunftsermittlung bei jedem Ehegatten je zur Hälfte abzuziehen; sind die Kapitalerträge eines Ehegatten niedriger als der Pauschbetrag, so ist der anteilige Sparer-Pauschbetrag insoweit, als er die Kapitalerträge dieses Ehegatten übersteigt, bei dem anderen Ehegatten abzuziehen. Der Sparer-Pauschbetrag und der gemeinsame Sparer-Pauschbetrag dürfen nicht höher sein als die nach Maßgabe des Absatzes 6 verrechneten Kapitalerträge.“ Bei der derzeitigen Ausgestaltung des Sparer-Pauschbetrags werden Gewinne und Verluste bei der Veräußerung von Wertpapieren steuerlich berücksichtigt.

## Historie
| Zeitraum  | Freibetrag pro Person | Werbungskosten- pauschale | Bemerkung                                       |
| --------- | --------------------- | ------------------------- | ----------------------------------------------- |
| 2002–2003 | 1550 €                | 51 €                      | Sparerfreibetrag plus Werbungskosten- pauschale |
| 2004–2006 | 1370 €                | 51 €                      | Sparerfreibetrag plus Werbungskosten- pauschale |
| 2007–2008 | 750 €                 | 51 €                      | Sparerfreibetrag plus Werbungskosten- pauschale |
| 2009–2022 | 801 €                 | 801 €                     | Sparer-Pauschbetrag                             |
| seit 2023 | 1000 €                | 1000 €                    | Sparer-Pauschbetrag                             |

Bei den Kapitalanlagen galt bis 1999 eine Spekulationsfrist von sechs Monaten, die vorübergehend auf zwölf Monate erhöht, aber zum 1. Januar 2009 wieder aufgehoben wurde. Werbungskosten, die im Zusammenhang mit den erzielten Kapitaleinkünften standen, konnten berücksichtigt werden. Es handelt sich dabei z. B. um Aufwendungen für Beratung, Finanzierung und Vermögensverwaltung oder die Fahrtkosten zu einer Hauptversammlung.
Seit dem 1. Januar 2009 unterliegen private Kapitalerträge der Abgeltungsteuer. In diesem Zuge sind der bis dahin geltende Sparerfreibetrag in Höhe von 750 Euro und der Werbungskosten-Pauschbetrag in Höhe von 51 Euro abgeschafft und durch den Sparer-Pauschbetrag in Höhe von 801 Euro ersetzt worden.
Ab dem Jahr 2023 wurde dieser auf 1000 Euro erhöht. Der Sparer-Pauschbetrag ist in § 20 Abs. 9 EStG geregelt. Demnach ist bei der Ermittlung der Einkünfte aus Kapitalvermögen ein pauschaler Betrag als Werbungskosten abzuziehen. Ein darüber hinausgehender Abzug von Werbungskosten ist ausgeschlossen.

## Verfassungsrechtliche Einschätzung
Die Frage, ob der Sparer-Pauschbetrag verfassungskonform ist, ist geklärt. Mit der Gewährung des Sparer-Pauschbetrags hat der Gesetzgeber eine verfassungsrechtlich grundsätzlich anzuerkennende Typisierung der Werbungskosten bei den Beziehern niedriger Kapitaleinkünfte sowie mit der Senkung des Steuertarifs von bisher bis zu 45 % auf 25 % zugleich eine verfassungsrechtlich anzuerkennende Typisierung der Werbungskosten bei den Beziehern höherer Kapitaleinkünfte vorgenommen (Urteil des Bundesfinanzhofs vom 1. Juli 2014, VIII R 53/12).

## Reformvorschläge
Der Ausgangspunkt für Reformvorschläge ist häufig die besondere Inflationsanfälligkeit des Geldvermögens, die auch das Bundesverfassungsgericht 1991 in seiner Rechtsprechung festgestellt hatte.
Im Zuge der Diskussion über die geplante Einführung einer Finanztransaktionssteuer hat die FDP gefordert, den Sparer-Pauschbetrag als Ausgleich für die zu erwartende Kostenbelastung zu erhöhen.

## Verwendung und Hintergründe
Siehe Freistellungsauftrag im Artikel Kapitalertragssteuer.